# NPTX1
NPTX1‏ (Neuronal pentraxin 1) هوَ بروتين يُشَفر بواسطة جين NPTX1 في الإنسان.

## الوظيفة
يلعب بروتين NPTX1 دورًا حيويًا في تنظيم التواصل بين الخلايا العصبية، ويساهم في تكوين المشابك العصبية وصيانتها، لا سيما في الجهاز العصبي المركزي. يُعتقد أنه يشارك في التوسط بين الخلايا خلال عمليات التعلم والذاكرة، كما يساعد على تنظيم استجابة الخلايا العصبية للإجهاد والتلف العصبي.

## الأهمية السريرية
يرتبط NPTX1 بمسارات عصبية تؤدي إلى التنكس العصبي، وقد تم اكتشاف ارتفاع في مستوياته في الأنسجة العصبية لدى مرضى ألزهايمر، حيث يُعتقد أنه يسهم في تلف المشابك العصبية. كما تشير بعض الدراسات إلى دوره المحتمل في أنواع معينة من السرطان، مثل سرطان الرئة صغير الخلية، حيث يتفاعل مع بروتينات سمّية عصبية.